# Oberamt Lichtenfels

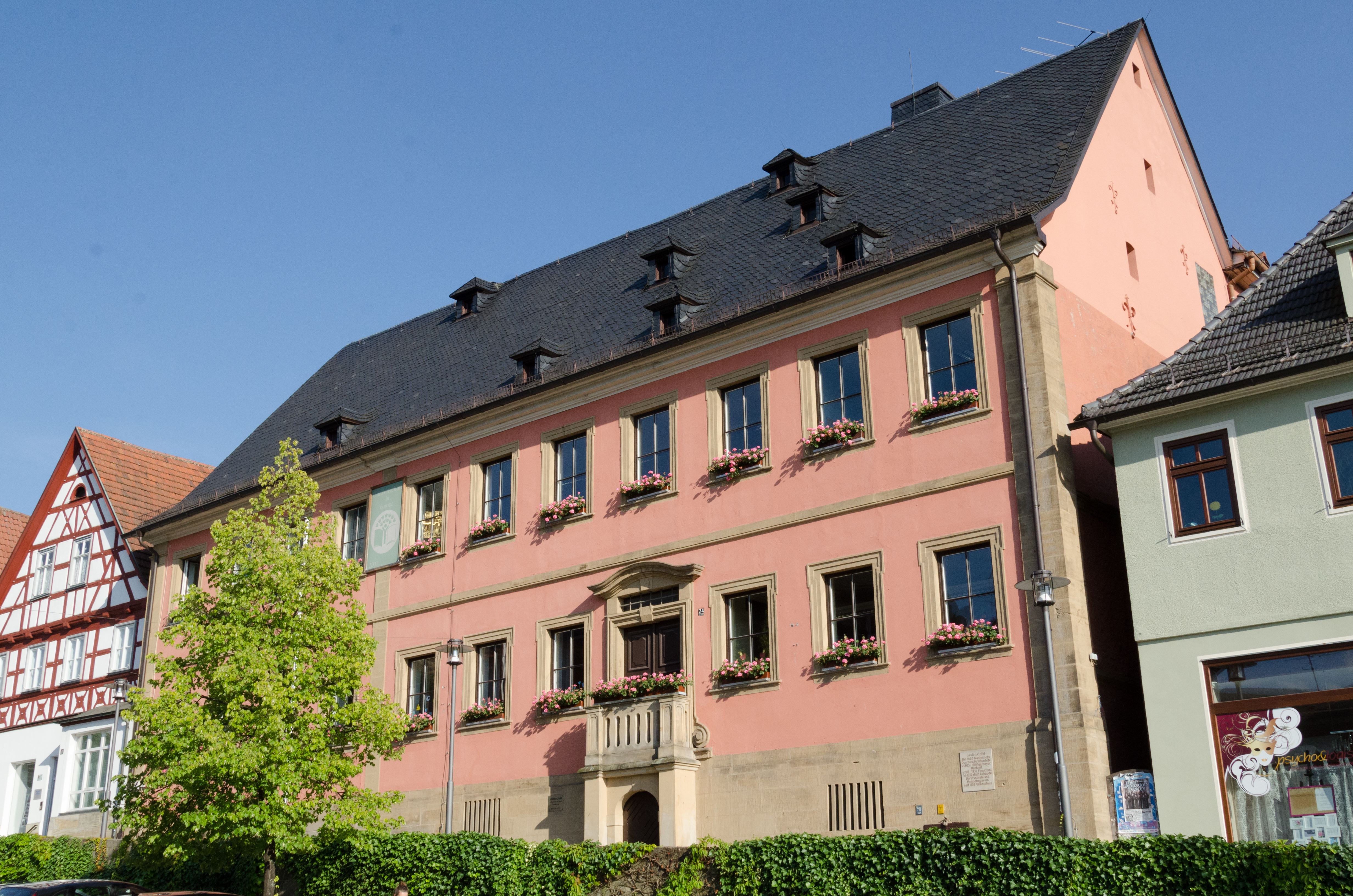
Verwaltungssitz Marktplatz 24 in Lichtenfels

Das Amt Lichtenfels war ein Amt des Hochstiftes Bamberg.

## Geschichte
1141 erwarb das Hochstift Bamberg Lichtenfels von Kunigunde Gräfin von Truhendingen. Im Rahmen der Territorialisierung entstand das Amt Lichtenfels.
Mit dem Übergang des Hochstifts Bamberg an Kurpfalz-Bayern aufgrund des Reichsdeputationshauptschlusses wurden das Amt 1803 aufgelöst und überwiegend dem Landgericht älterer Ordnung Landgericht Lichtenfels zugeordnet.

## Struktur
Die Verwaltung des Amtes Ebermannstadt bestand aus einem Oberamt, einem Vogteiamt, einem Steueramt, einem Kastenamt und einem Centamt. Die Amtsleitung bildete ein Vogt, der zugleich auch als Centrichter, Kastner, Steuereinnehmer, Umgelder und Forstmeister fungierte.
Das Amt Lichtenfels war darüber hinaus eines der zuletzt 18 Oberämter des Hochstiftes. Damit war keine Überordnung über andere Ämter verbunden. In den Oberämtern gab es neben dem Vogt einen Oberamtmann aus dem lokalen Adel. Im Fall des Oberamtes Lichtenfels stellte die Familie Schrottenberg den Oberamtmann. Das Amt selbst war weitgehend Sinekure.

## Umfang
Das Amt Lichtenfels bestand am Ende des Heiligen Römischen Reiches aus Lichtenfels, Isling, Uetzing, Kleukheim, Ebensfeld, Frauendorf, Hahnhof, Brunn, Oberleiterbach, Wallstadt, Neuensee, Neuensorg, Gleisenau, Buch am Forst, Hammer, Adermannsdorf, Prächting, Burgstall, Degendorf, Dittersbrunn, Grundfeld, Seubelsdorf, Pferdsfeld, Schwabthal, Wolfsdorf, Wolfsloch, Weisbrunn, Unterküps, Streubling, Schönbrunn, Oberreuth, Niederau, Moschenbach, Anger, Kutzenberg, Gößmitz, Zeublitz, Neuses, Spiesberg, Kümmel und Burgheim.

## Persönlichkeiten

### Oberamtmänner
- Wolf Philipp von Schrottenberg (1670–1703)
- Philipp Dietrich von Schrottenberg (1703–1725)
- Lothar Carl von Schrottenberg (1725 (1733)–1759) (während seiner Minderjährigkeit war Otto Philipp von Schrottenberg Amtsadministrator[2])
- Heinrich Franz Joseph von Rottenhan (1760–1772)[3]
- Philipp Anton Maria Freiherr von Künsberg (1772–1803)[4]